# سد لوم پانگر
سد لوم پانگر (به لاتین: Lom Pangar Dam) یک سد خاکی و نیروگاه برقابی در کامرون است که در برتوا واقع شده‌است.